# Kersbeek
Kersbeek is een dorp in de Belgische provincie Vlaams-Brabant. Samen met Miskom vormt het Kersbeek-Miskom, een deelgemeente van Kortenaken. Kersbeek ligt zo'n anderhalve kilometer ten zuidwesten van Miskom.

## Etymologie
Kersbeek werd voor het eerst vermeld in 1139 als "Kyersbeche". De naam komt van de Germaanse woorden kressan en baki, welke "waterkers" en "beek" betekenen. De naam is verwant met die van de Duitse stad Kierspe.

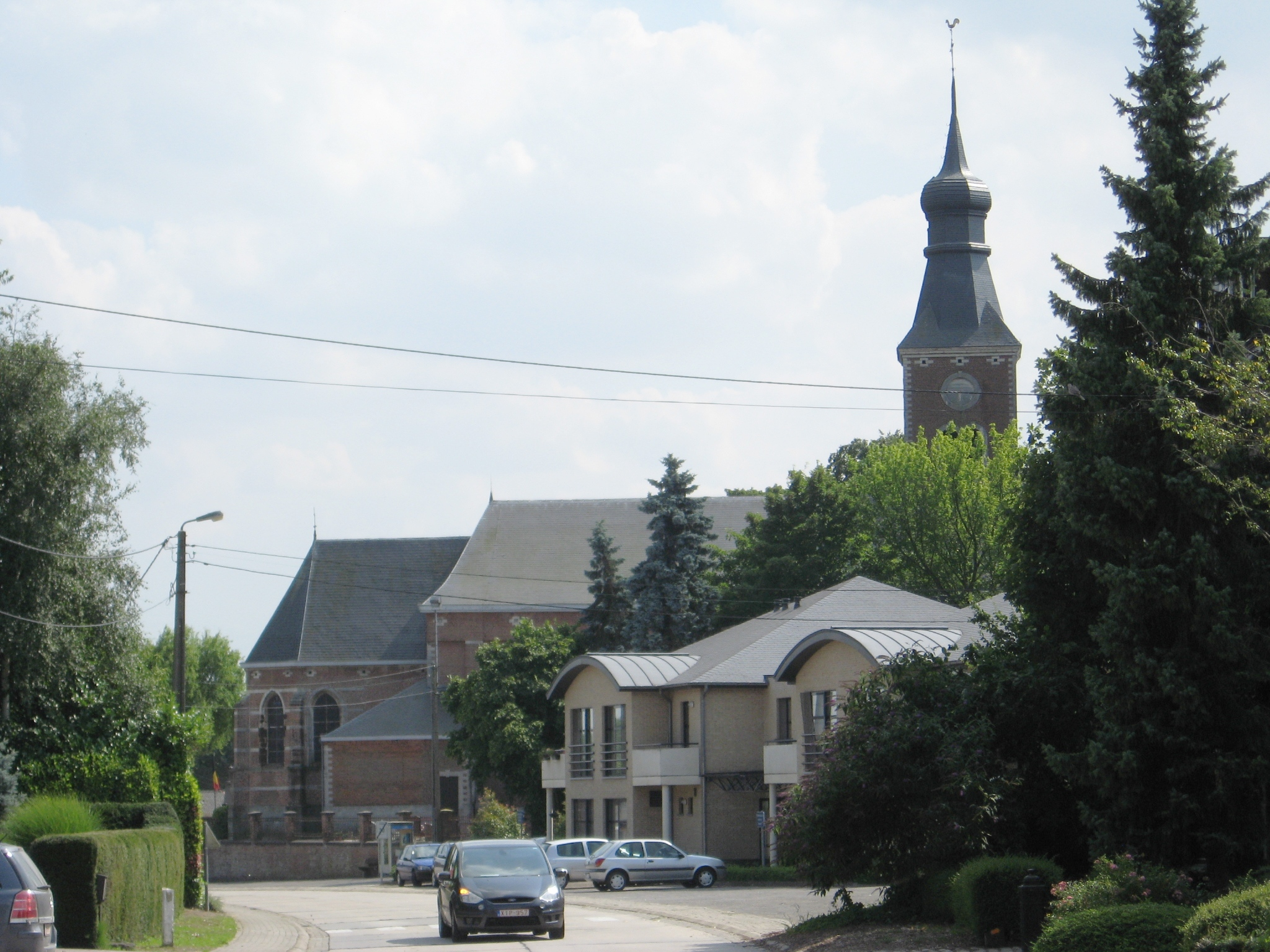
Centrum van Kersbeek

## Geschiedenis
Op de Ferrariskaart uit de jaren 1770 is de plaats weergegeven als het dorp Kersbeeck.
Op het eind van het Ancien régime werd Kersbeek een gemeente. In 1825 werd de gemeente al opgeheven en samengevoegd met Miskom tot de nieuwe gemeente Kersbeek-Miskom. Het gehucht Kattebeek valt onder Kersbeek. De familie de Turck had er een kasteel en een landhuis. Zij zouden ook het dorpsschooltje hebben opgericht. Ze hadden nagenoeg alle gronden in hun bezit. Deze werden aan boeren verpacht. Het kasteel Hogemeyer werd lange tijd verwaarloosd. Urbexers waren er dol op. Sinds enige tijd zijn er restauraties aan de gang. Sinds de fusiegolf van Belgische gemeenten van 1977 behoort Kersbeek tot de gemeente Kortenaken.

## Bezienswaardigheden
- De Sint-Servatiuskerk
- Het Kasteel Hogemeyer

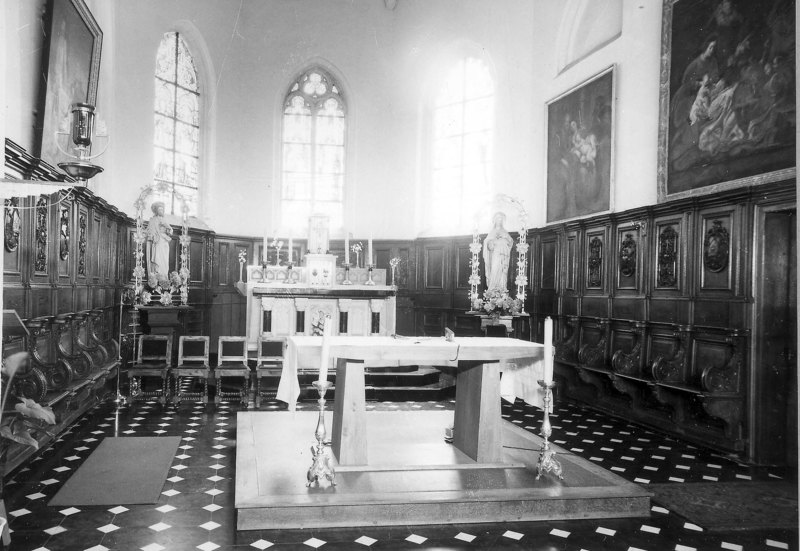
Koorgedeelte van de kerk in de jaren 70

- Het neogotische Kasteel van Kersbeek

## Natuur en landschap
Kersbeek ligt op een hoogte van 30-75 meter, aan de Velp. In het noorden vindt men het Begijnenbos en in het oosten het Wittebos.

## Geboren
- Gaston Geens (1931-2002), Vlaanderens eerste Minister-president (CD&V)

## Nabijgelegen kernen
Miskom, Kapellen, Zuurbemde
Deelgemeenten: Hoeleden · Kersbeek-Miskom · Kortenaken · Ransberg · Waanrode

Overige dorpen en gehucht: Kersbeek · Miskom · Stok · Vroente

Belgische gemeenten · Arrondissement Leuven · Vlaams-Brabant · Vlaanderen
1. ↑  Maurits Gysseling: Toponymisch Woordenboek (1960) p. 560. bouwstoffen.kantl.be. Gearchiveerd op 5 augustus 2022. Geraadpleegd op 5 augustus 2022.
2. ↑  Sven Vrielinck, De territoriale indeling van België (1795-1963), Universitaire Pers Leuven, 2000, p. 1889